# Molen van Hunnecum
De Molen van Hunnecum is een korenmolen aan de Bergerweg in Nuth in de (gemeente Beekdaelen). Het is een ronde, bakstenen beltmolen uit 1882. De molen werd door een niet omschreven oorzaak al in hetzelfde jaar vernield en is daarna herbouwd. Eigenaar is de Stichting Kasteel Wijnandsrade. 
De molen van Hunnecum heeft 1 koppel 16der kunststenen, waarmee op vrijwillige basis graan wordt gemalen. Onder in de molen staan nog twee kunststenen met een gatenscherpsel. Tevens staat er een niet werkend maalkoppel met verticaal staande stenen.
In 1956/57 werd de molen gerestaureerd, waarbij het gevlucht gestroomlijnd werd volgens het Systeem van Bussel en voorzien werd van remkleppen. Na het overlijden van de molenaar in 1971 raakte de molen in verval. In 1993/94 werd hij gerestaureerd door de molenbouwer Adriaens. Het 25 meter grote gevlucht werd weer Oud-Hollands. De gelaste roeden uit 1993 zijn gemaakt door de Weerter Scheepsbouw Mij. Tot 1993 waren de roeden een Potroede en een Franseroede.
De gietijzeren bovenas uit 1882 is gegoten door Schretlen & Co, D.A. en heeft nummer 217.
De molen wordt gekruid, op de wind gezet, met een kruilier. De met dakleer bedekte kap draait op een Engels kruiwerk.
De molen wordt gevangen, geremd, met een Vlaamse vang, die bestaat uit vier vangstukken. De vang wordt bediend met een wipstok.
Het luiwerk heeft een gaffelwiel en kan ook door de luitafel van de molen aangedreven worden.

## Overbrengingen
- De overbrengingsverhouding is 1 : 5,48
- Het bovenwiel heeft 62 kammen en de bonkelaar heeft 33 kammen. De koningsspil draait hierdoor 1,88 keer sneller dan de bovenas.
- Het spoorwiel heeft 70 kammen en het steenrondsel 24 staven. Het steenrondsel draait hierdoor 2,92 keer sneller dan de koningsspil en 5,48 keer sneller dan de bovenas.

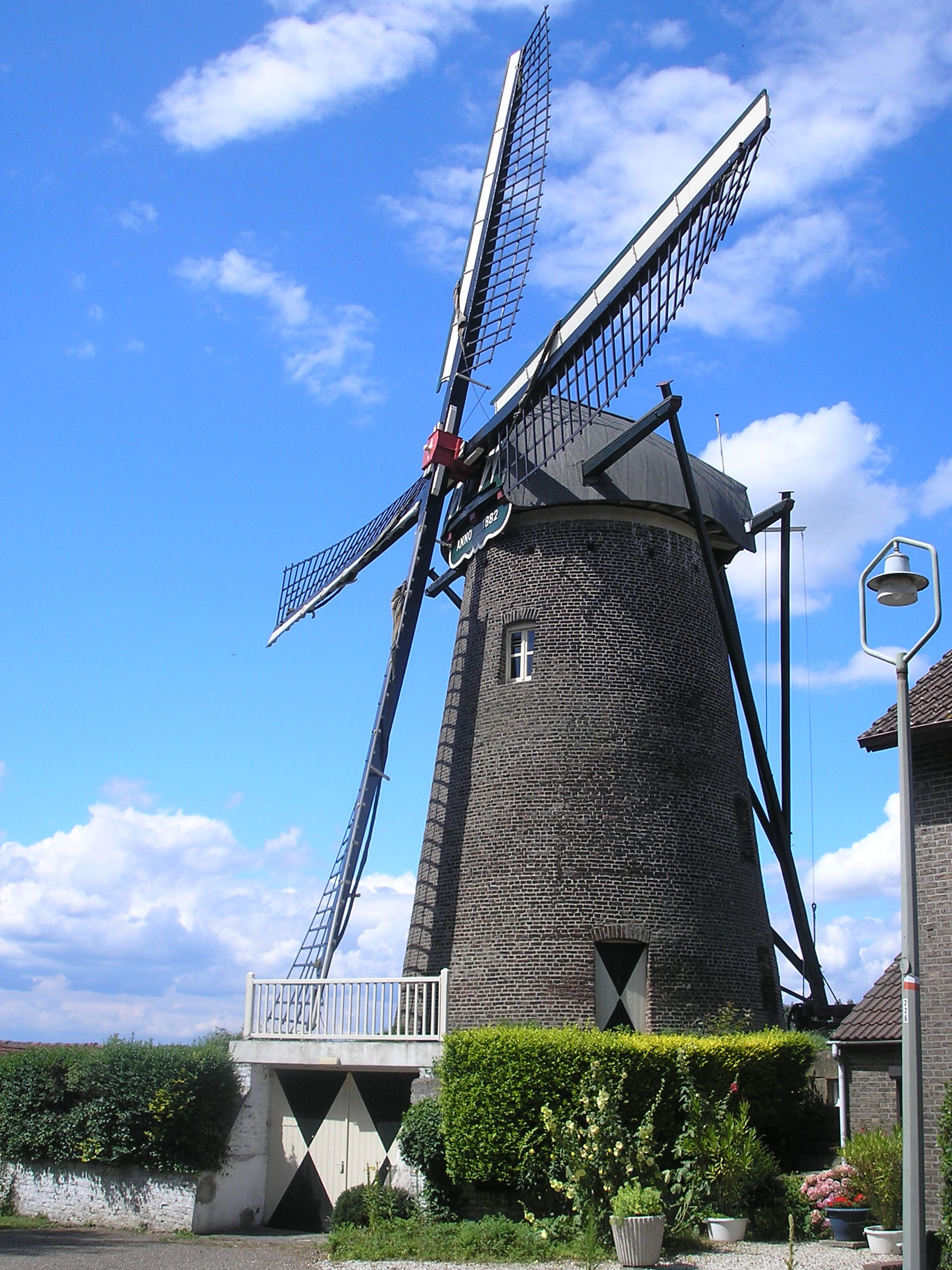
Molen in 2007
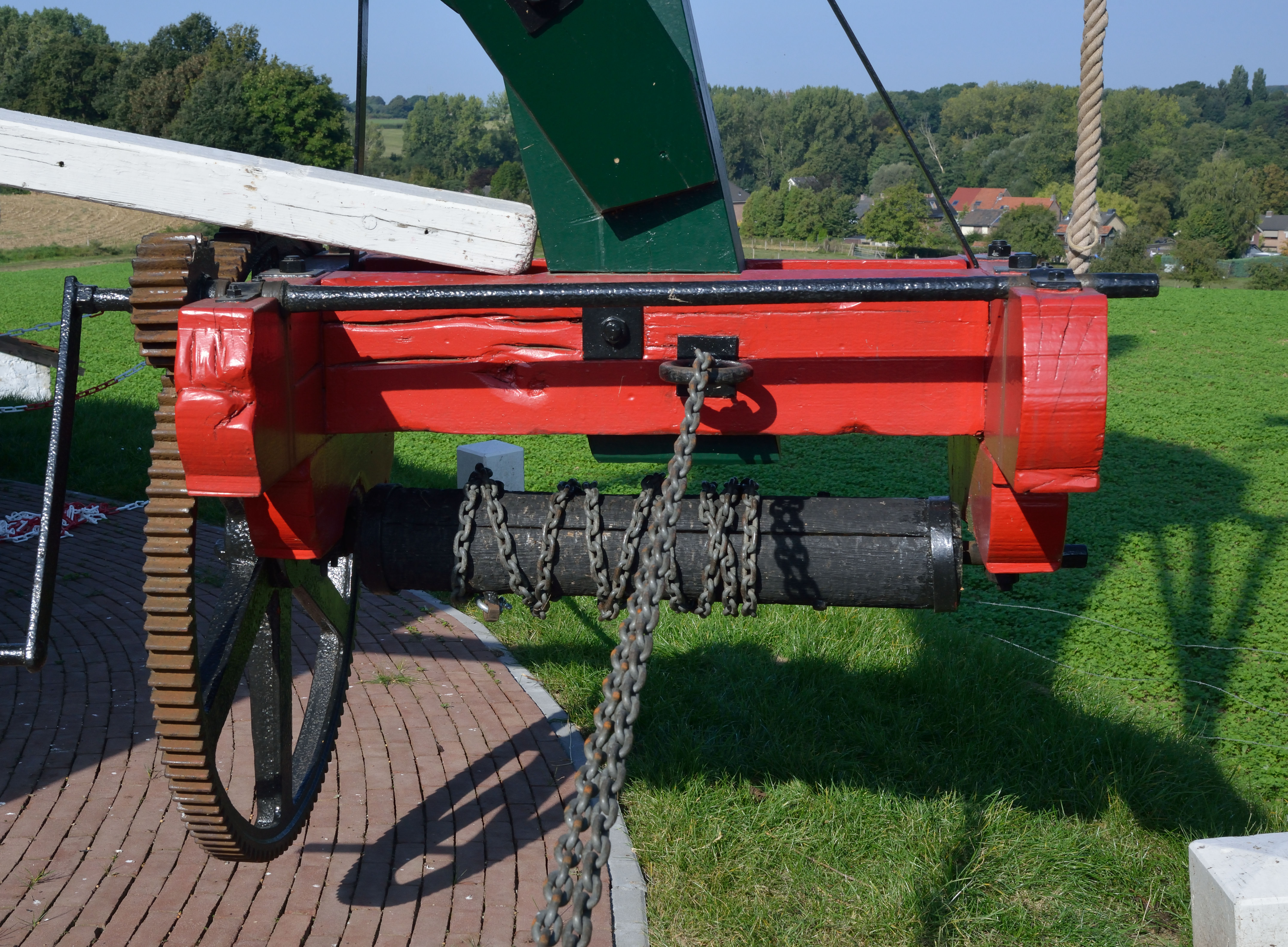
Kruilier
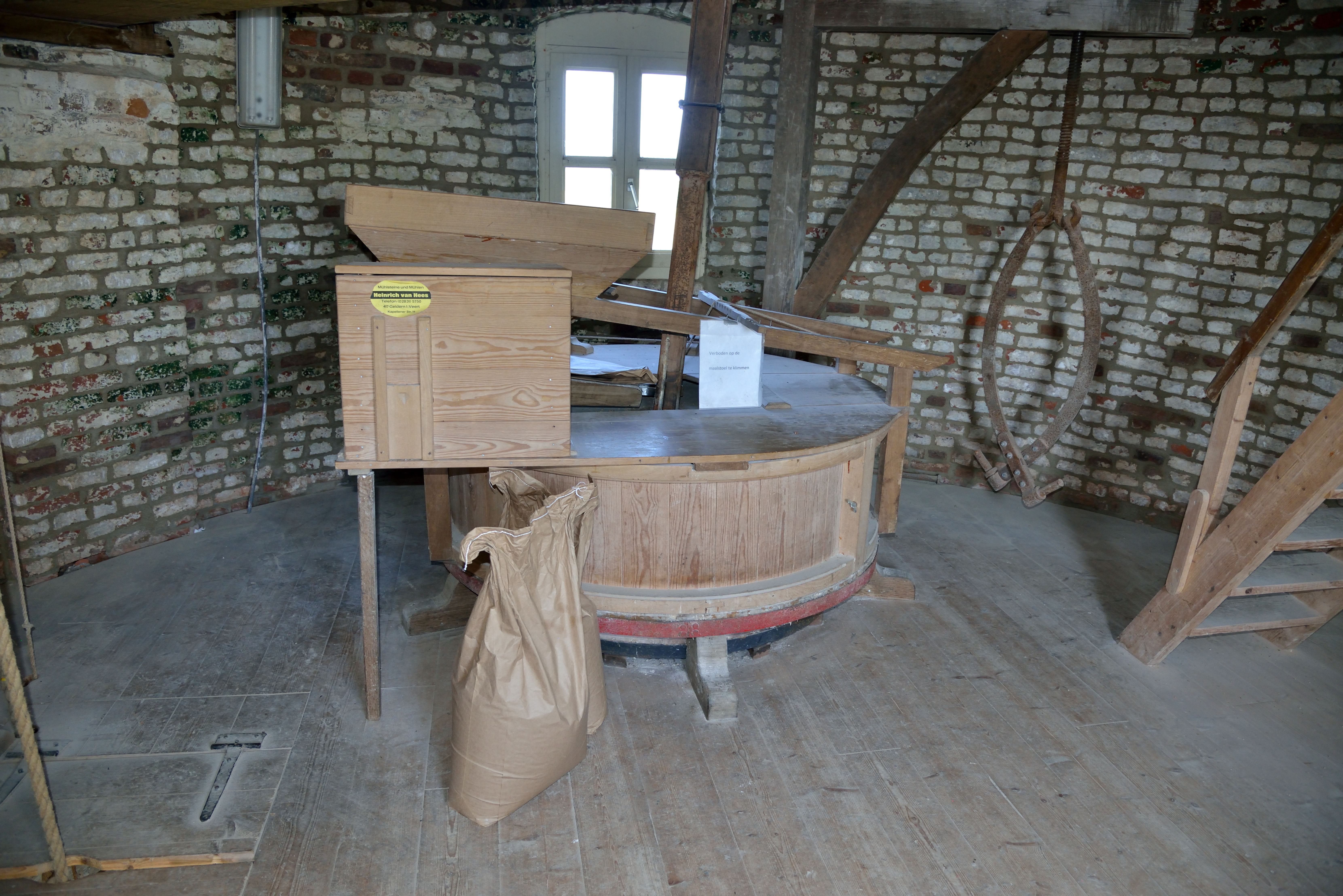
Maalkoppel op steenzolder
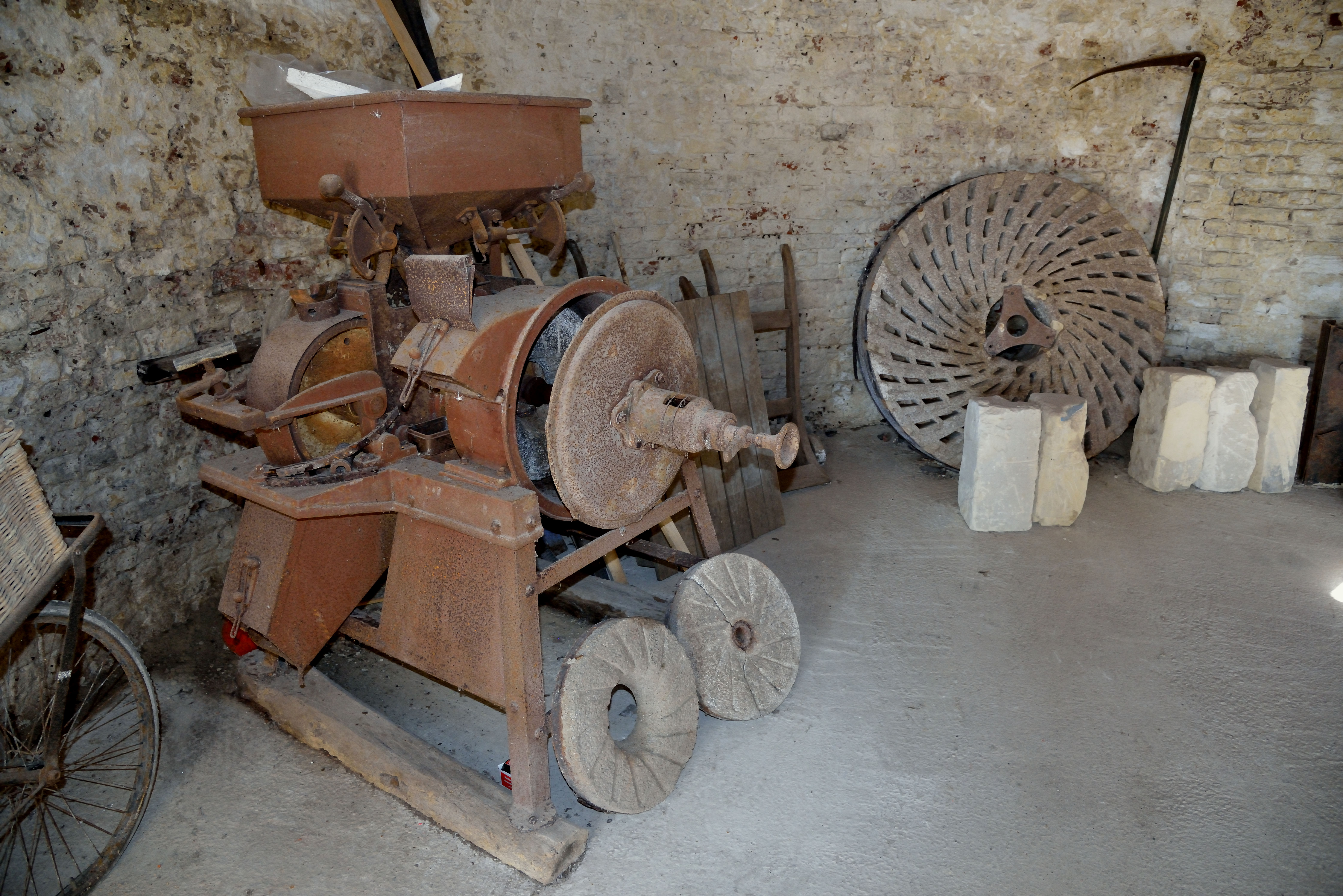
Maalkoppel met verticale maalstenen
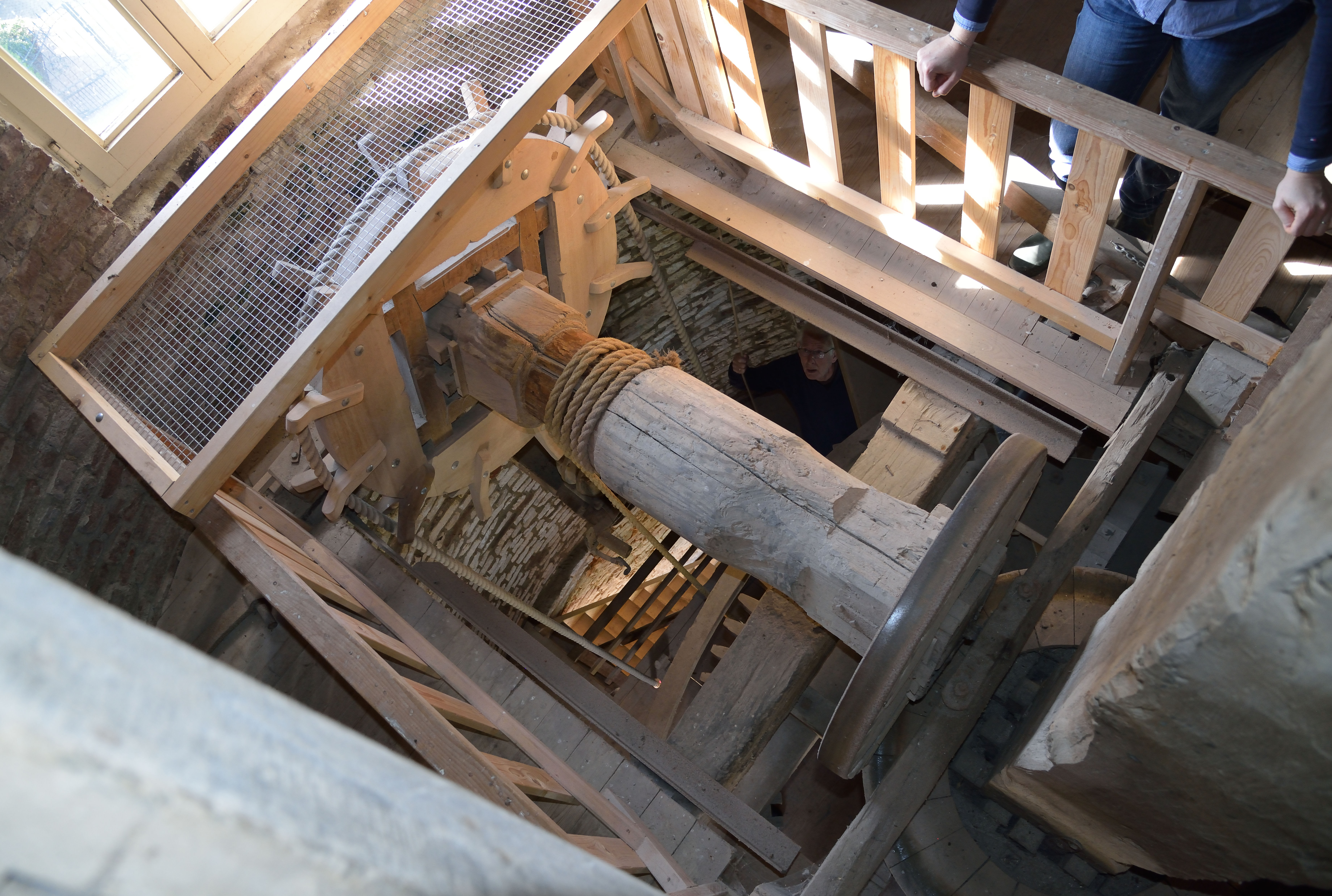
Luiwerk
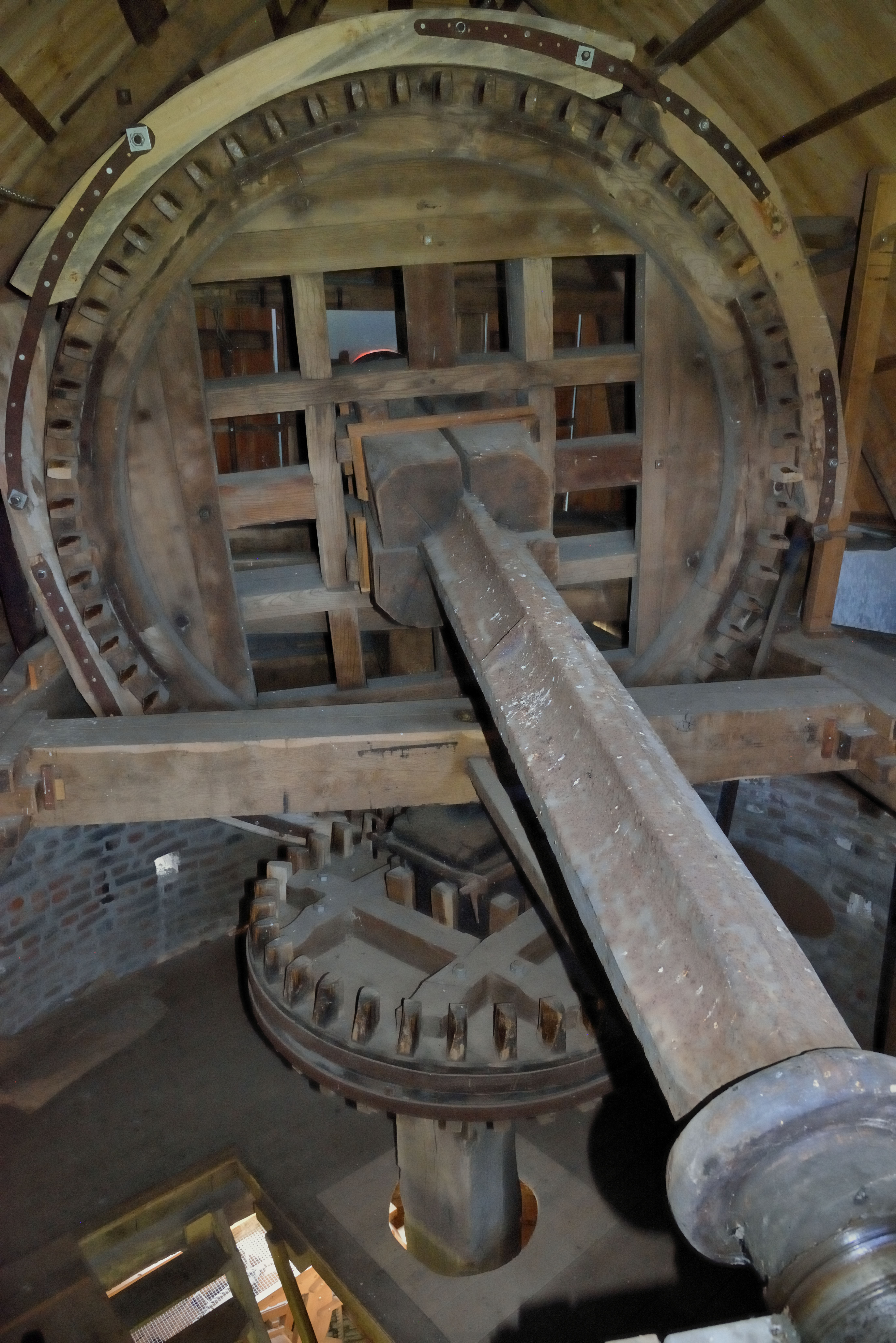
Bovenwiel met bonkelaar
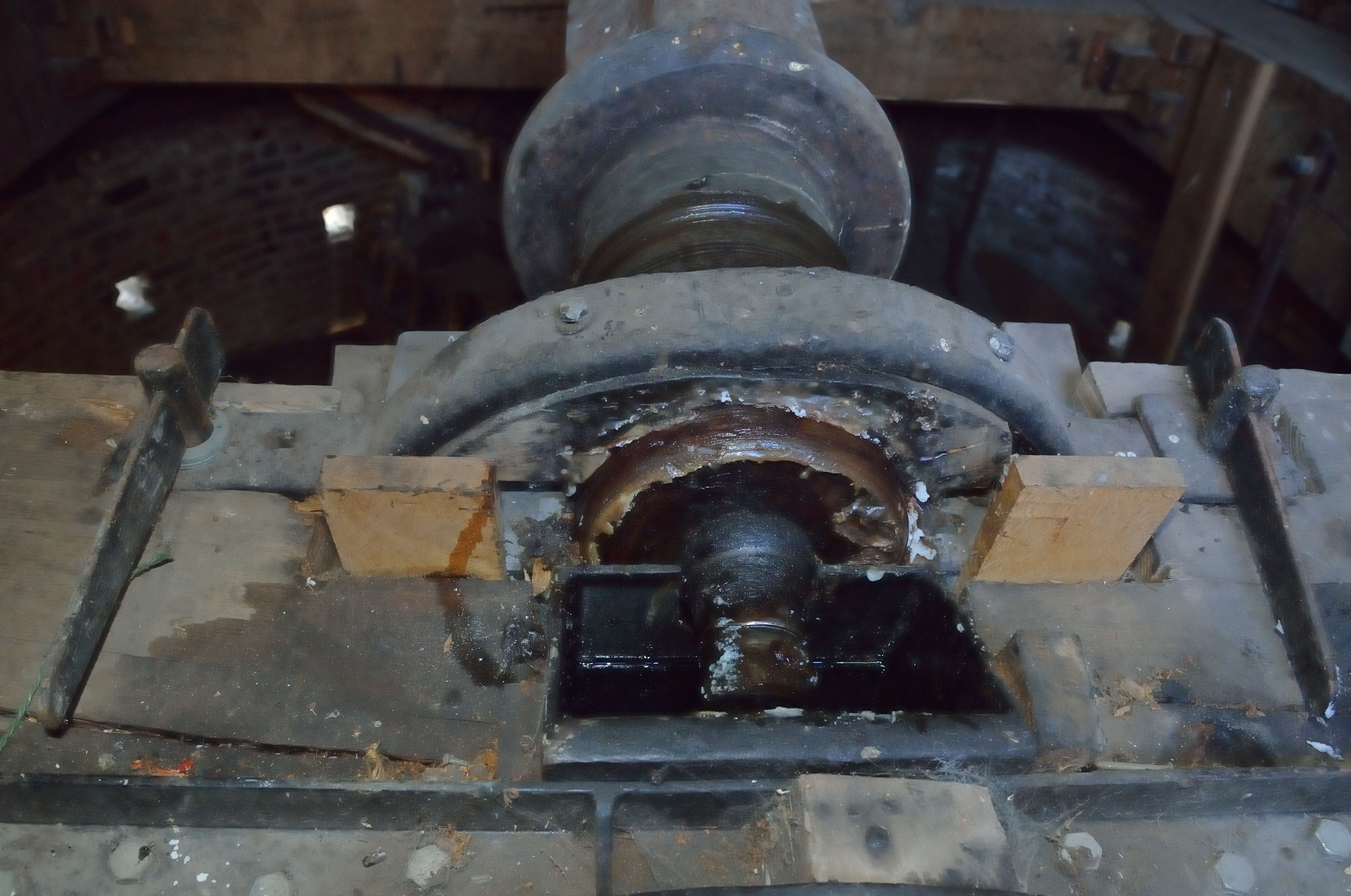
Penlager met taats